# 新市镇 (耒阳市)
新市镇是一个历史悠久的千年古镇，位于耒阳市北部，耒水经过此地。是古酃县驻地。
由于过去交通依赖于水路运输，所以过去的新市十分繁华，河两岸都是老街，形成了新市古镇，古镇现在是旅游景点。

## 饮食
当地特色小吃，新市米粉。

## 交通
新市镇水陆交通均很发达。京珠高速公路新市出口紧靠镇区东缘而设，水路有耒水。

## 公共设施
镇内有耒阳市五中，为高中。湘运汽车站,可坐小巴直达耒阳，衡阳。

## 发展及现状
目前新市镇正兴起建房热潮，在建的房屋像雨后春笋。

## 行政区划
新市镇下辖以下村级行政区划单位
新城社区、新建社区、新市社区、花园社区、大兴隆村、贺村、纠陂村、长泉村、渠塘村、水西村、后泉村、坪上村、木兰村、龙市村、源山村、黄泥村、湾李村、水东村、横龙村、周星村、日升村、和平村、高炉村、高潮村、树山村和栗山村。